# Bayern-Park
Koordinaten: 48° 31′ 50″ N, 12° 38′ 8″ O
Der Bayern-Park ist ein Freizeitpark beim Ortsteil Fellbach in der Gemarkung Haberskirchen des Marktes Reisbach im Landkreis Dingolfing-Landau in Niederbayern. Der Park bietet nach eigenen Angaben über 80 Attraktionen auf einer Fläche von etwa 40 ha.

## Geschichte
Der Ursprung des Parks geht bis in die Zeit um das Jahr 1600 zurück, als das Rottaler Stockhaus erbaut wurde. Das Haus diente früher als Bauernhaus und ein Hof wurde darum angelegt. Ab dem Jahr 1978 wurde durch die Familie Hochholzer ein Wildpark geplant. Nach dem Genehmigungsverfahren wurde ab dem Jahr 1981 mit dem Bau der ersten Tiergehege und Gastronomie begonnen. Am 2. August 1985 wurde der Freizeitpark als Vilstaler Wildpark eröffnet. Das Stockhaus diente, wie auch heute, als Eingang des Parks. Zur Zeit der Eröffnung gab es neben dem Wildpark, vor allem mit heimischen Wildtieren, nur einen kleinen Spielplatz für Kinder. Ab 1990 begann der Ausbau zum Freizeitpark und er eröffnete 1991 neu als Bayern-Park, mit einigen Fahrgeschäften, von denen noch immer welche im Park zu finden sind. Bereits zur Eröffnung zierte ein bayerischer Löwe den Parkflyer, der erst viel später seinen Namen erhalten sollte.
1995 feierte der Park 10-jähriges Bestehen, gezählt ab der Eröffnung des Vilstaler Wildparks. Zur Feier zog der von der Reederei Heistracher gebaute Mississippi-Raddampfer auf den künstlichen See des Parks. Ebenso zählen die Drachenbahn, die Froschbahn und das Schaukelschiff seit dem Jubiläum zum Attraktionsangebot.
Den nächsten Meilenstein erreichte der Bayern-Park 1997 mit der Wildwasserbahn. Der obere Parkbereich füllte sich mit Attraktionen, das Schwanenkarussell (damals noch mit Wasser), der Hubseilturm, der alte Wellenflieger und ein Biergarten.
2001 feierte der Bayern-Park sein tatsächliches 10-jähriges Jubiläum und bot dafür einiges an Neuheiten: Der Schmetterlingstanz, die Wirbelnden Pilze, Eselreitbahn und vor allem die Achterbahn. Damit zog die erste offizielle Achterbahn in den Park, denn die Froschbahn wurde für lange Zeit als Wellenbahn betitelt.
Im Jahr 2004 wurden zur ursprünglichen Fläche des Parks von 25 Hektar weitere 15 Hektar hinzugefügt und die Twinbob-Rodelbahn sowie ein Spielplatz eröffnet. Der Tierpark zog komplett in das neue Parkareal, mit neuen Gehegen und neuen Tieren und sondert sich seitdem etwas vom eigentlichen Parkgeschehen ab. Zwei Jahre später sollte dieser Parkbereich noch attraktiver werden und die Rundbootfahrt durch Schloss und Grotte führt die Besucher seit 2006 in Rundbooten in das Schloss Linderhof.
Das Wildwasser-Rafting ist die längste Raftinganlage ihrer Art in Deutschland und eröffnete 2007. Ursprünglich sollte die Abfahrt am höchsten Punkt der Anlage eine Art Tunnel erhalten, was jedoch nie realisiert wurde.
2008 konnte der Park mehr als 300.000 Gäste begrüßen und erhielt als Neuheit die Reifenrutsche Tube-Racer.
Am 21. Februar 2009 starb überraschend der Gründer und Geschäftsführer des Parks Josef Hochholzer. Dieser hatte erst 1½ Jahre zuvor den Park von seinem verstorbenen Vater übernommen. Als Nachfolgerin übernahm seine Nichte Silke Leitl (inzwischen Holzner) den Park. Die letzte von Josef Hochholzer realisierte Attraktion ist die Burg Fellbach, mit mehreren Fahrgeschäften und Spielplätzen. Auch wenn die Burg Fellbach bereits das Jahr zuvor öffnete, fand erst 2010 die offizielle Einweihung statt. Dafür gab es eine große Veranstaltung am 24. April, bei der der Bayern-Park-Löwe einen Namen erhalten sollte. Bei einer großen Umfrage im Vorfeld wurden 1500 Namensvorschläge eingeschickt, von denen 431 Mal der Name Franz-Xaver fiel. Auf diesen Namen wurde der Bayern-Park-Löwe „getauft“.
Die bis dahin größte Einzelinvestition eröffnete am 21. August 2011, die Abschuss-Achterbahn Freischütz mit vier Inversionen des Herstellers Maurer Söhne. Die Bahn basiert auf der Oper Der Freischütz von Carl Maria von Weber. In der Offseason 2020/21 überarbeitete ART Engineering den Antrieb.
Für die Saison 2014 erwarb der Bayern-Park beim deutschen Hersteller Zierer drei Familienfahrgeschäfte: Mit dem Familienfreifallturm Thaolon und dem Kontiki Steinwirbel versuchte der Park den neuen Themenbereich Thalonien zu gründen. Das Vorhaben wurde jedoch nie wirklich umgesetzt. Die dritte Neuheit in diesem Jahr, der Königsflug, ersetzte den alten Wellenflieger. Abgerundet wurden die Saisonneuheiten mit einer neuen Piratenshow.
Um das Attraktionsangebot für Teenager und junge Erwachsene zu erweitern, eröffnete 2016 der Skyfly Duell der Adler. In den ersten drei Jahren nach Eröffnung erhielten diejenigen mit den meisten Überschlägen eine Jahreskarte für die folgende Saison. Zudem feierte der Park sein 25-jähriges Bestehen. Als größte Geburtstagsaktion fand ein Fotowettbewerb mit 25 folierten Autos statt, die seit Monaten in der Gegend herumfuhren. Um am Wettbewerb teilzunehmen, musste man sich möglichst kreativ mit einem der Autos fotografieren und das Foto dem Park zuschicken. Am 6. August fand die Geburtstagsfeier mit der Preisübergabe statt.
2018 folgten mehrere neue Fahrgeschäfte, die Weltneuheit Stadlgaudi 4D, die Bulldogfahrt und das Hoftierrennen. Damit entzerrte man die Besucherströme und machte den hinteren Parkbereich mit der Twinbob-Rodelbahn und dem Wasserspielplatz interessanter.
2020 wurde Voltrum, der höchste Freifallturm Süddeutschlands, mit einer Gesamthöhe von 109 Metern eröffnet. Aufgrund der Pandemie dauerte die Vollendung bis 2022. Am 15. Februar 2022 holten sich die Zwillinge Julia und Stephanie Mueller aus München den Weltrekord, mit der längsten zurückgelegten Strecke im freien Fall. Dabei wurde insgesamt eine Strecke von 10.695 Metern zurückgelegt, was 115 Fahrten bedeutete. Ein Jahr später brachen Florian Schwegler und Philip im Rahmen der Benefizaktion "Sternstunden" den Rekord mit 133 Fahrten.
Am 28. April 2023 eröffnete die neue Familienachterbahn „FirleFranz“ den Betrieb im Rahmen eines Soft-Openings. Es handelt sich um einen Multiple Launch Family Coaster mit einem offenen Ende (Spike) und einer Drehweiche, wodurch die Fahrgäste dieselbe Strecke einmal vorwärts und einmal rückwärts durchfahren.
Im Dezember 2023 wurde der Park erstmals im Winter geöffnet, als der obere Teilbereich mitsamt Fahrgeschäften, Weihnachtsbuden, Weihnachtsbeleuchtung und -dekoration geöffnet hatte. Während des „Adventszaubers“ an den Adventswochenenden im Dezember standen vor allem die Shows im Vordergrund, während beim „Winterferien-Spaß“ der Fokus auf die Fahrgeschäfte gerichtet wurde.
Im Jahr 2024 fand erstmals eine offizielle Halloween-Veranstaltung im entsprechend dekorierten Bayern-Park statt. Unter der Bezeichnung „Familien-Gruselgaudi“ gab es thematisch passende Shows und Abenteuerpfade. Abends gab es mit den „Weiß-Blauen Albtraumnächten“ vier Mazes mit bis zu 80 Live-Erschreckern und eine Feuershow.

## Attraktionen

### Achterbahnen
| Name             | Typ                            | Hersteller                 | Geschwindigkeit | Eröffnung | Bild |
| ---------------- | ------------------------------ | -------------------------- | --------------- | --------- | ---- |
| FirleFranz       | Multiple Launch Family Coaster | Gerstlauer Amusement Rides | 47 km/h         | 2023      |      |
| Freischütz       | Launch Coaster                 | Maurer Söhne               | 80 km/h         | 2011      |      |
| Raupenachterbahn | Tivoli Coaster (new)           | Zierer                     |                 | 2001      |      |
| Froschbahn       | Tivoli Coaster (small)         | Zierer                     | 26 km/h         | 1995      |      |

### Indoorhalle Burg Fellbach

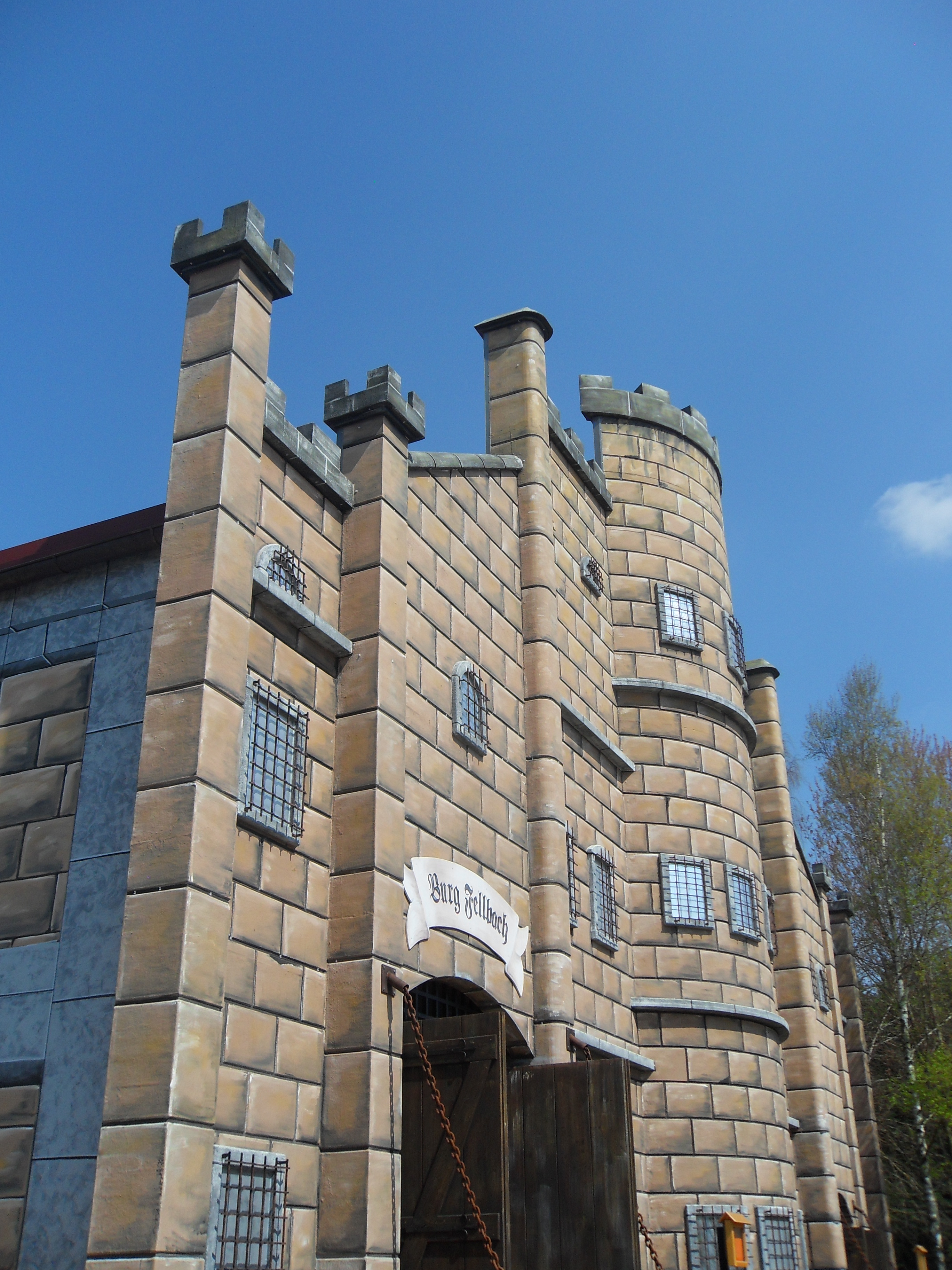
Burg Fellbach

| Name               | Typ            | Hersteller   | Eröffnung |
| ------------------ | -------------- | ------------ | --------- |
| Kometschaukel      | Komet          | INNO Heege   | 2009      |
| Luna Loop          | Luna Loop      | Sunkid Heege | 2009      |
| Star Shuttle       | Butterfly      | Sunkid Heege | 2009      |
| Baustein-Bereich   | Spielplatz     |              | 2009      |
| Bobbycars          | Spielplatz     |              | 2009      |
| Burggefecht        | Softballanlage |              | 2009      |
| Spielbagger        | Spielbagger    |              | 2009      |
| 14 m Kletterwand   | Kletterwand    |              | 2009      |
| Kleinkinderbereich | Spielplatz     |              | 2010      |

### Sonstige Attraktionen
| Name                                         | Typ                    | Hersteller                            | Eröffnung |
| -------------------------------------------- | ---------------------- | ------------------------------------- | --------- |
| Schieneneisenbahn                            | Eisenbahn              | Metallbau Emmeln                      | 1991      |
| Schweinchenbahn                              | Rundfahrt              | Zamperla                              | 1991      |
| Bahnhof mit Parkrundfahrt                    | Dotto Train            | Dotto Trains                          | 1991      |
| Pferdereitbahn                               | Reitbahn               | Metallbau Emmeln                      | 1993      |
| Schildkrötenbahn                             | Rundfahrt              | Zamperla                              | 1993      |
| Drachenbahn                                  | Berg- und Talbahn      | Zierer                                | 1995      |
| Schaukelschiff                               | Santa Maria            | Metallbau Emmeln                      | 1995      |
| Raddampfer                                   | Raddampfer             | Reederei Heistracher                  | 1995      |
| Hubseilturm                                  | Tower                  | Sunkid Heege                          | 1997      |
| Schwanenkarussell                            | Wasserkarussell        | Metallbau Emmeln                      | 1997      |
| Wildwasserbahn                               | Wildwasserbahn         | Reverchon                             | 1997      |
| Baumstammrennen                              | Tretbahn               |                                       | 1999      |
| Barockkirche                                 | Kirche                 |                                       | 2000      |
| Schmetterlingstanz                           | Airboat                | Huss Rides                            | 2001      |
| Eselreitbahn                                 | Reitbahn               | Metallbau Emmeln                      | 2001      |
| Froschpendel                                 | Komet                  | INNO Heege                            | 2001      |
| Twinbob-Rodelbahn                            | Sommerrodelbahn        | Wiegand                               | 2004      |
| Wurm im Apfel                                | Rundfahrt              | Zierer                                | 2006      |
| Rundbootfahrt durch Schlossgarten und Grotte | Rundbootfahrt          | MACK Rides                            | 2006      |
| Zwergerlbahn                                 | Eisenbahn              |                                       | 2007      |
| Wildwasser-Rafting                           | River Splash           | ABC Rides                             | 2007      |
| Reifenrutsche – Tube Racer                   | Reifenrutsche          | Sunkid Heege                          | 2008      |
| Doppelwellen- und Steilrutsche               | Rutsche                | Wiegand                               | 2009      |
| Rutschenturm                                 | Rutsche                | Wiegand                               | 2009      |
| Olymp der Tiere                              | Mitmachstationen       |                                       | 2010      |
| Wald-Abenteuerspielplatz                     | Spielplatz             | Macagi                                | 2010      |
| Königsflug                                   | Wellenflieger          | Zierer                                | 2014      |
| Steinwirbel                                  | Kontiki                | Zierer                                | 2014      |
| Thaolon                                      | Familienfreifallturm   | Zierer                                | 2014      |
| Duell der Adler                              | Sky Fly                | Gerstlauer Amusement Rides            | 2016      |
| Wasserspielwelt Pirateninsel                 | Wasserspielplatz       | eibe                                  | 2017      |
| Stadlgaudi 4D                                | Interaktiver Dark Ride | Lagotronics                           | 2018      |
| Bulldogfahrt                                 | Traktorfahrt           | Metallbau Emmeln                      | 2018      |
| Hoftierrennen                                | Rundfahrt              | Metallbau Emmeln                      | 2018      |
| Spielplatz Räuberwald                        | Spielplatz             | Künstlerische Holzgestaltung Bergmann | 2019      |
| Voltrum                                      | Gyro Drop Tower        | Funtime                               | 2020      |
| Balancier-Parcours                           | Spielplatz             |                                       | 2020      |
| Wilde Meute Kletterparcours                  | Spielplatz             |                                       | 2020      |
| HehnaHutschn                                 | Wild Swing             | ART Engineering                       | 2025      |

### Ehemalige Attraktionen
| Name                     | Typ             | Hersteller        | Eröffnung | Schließung | Ersatz                        |
| ------------------------ | --------------- | ----------------- | --------- | ---------- | ----------------------------- |
| Tretbahn Mäuserennen     | Tretbahn        |                   | 2005      | 2024       | HehnaHutschn                  |
| Sommerrodelbahn          | Sommerrodelbahn | Wiegand           | 1991      | 2022       | Familienachterbahn            |
| Butterfly                | Butterfly       | Sunkid Heege      | 1993      | 2021       | Eingang                       |
| Trampolinanlage          | Trampolinanlage |                   | 1991      | 2019       | Wilde Meute Kletterparcours   |
| Power Paddler            |                 |                   | 2008      | 2019       | Balancierparcours             |
| Wirbelnde Pilze          | Teacup Ride     | Technical Park    | 2001      | 2017       | Stadlgaudi 4D                 |
| Kletterberg Zugspitz     | Kletterberg     |                   | 2004      | 2016       | Wasserspielwelt Pirateninsel  |
| Blütenrondell            | Spielplatz      |                   | 2004      | 2016       | Wasserspielwelt Pirateninsel  |
| Kleinkinderdorf          | Spielplatz      |                   | 2005      | 2016       | Wasserspielwelt Pirateninsel  |
| Wellenflieger            | Flying Swinger  | Preston & Babieri | 1997      | 2013       | Königsflug                    |
| Aussichtsturm            | Aussichtsturm   |                   | 2007      | 2013       | Thaolon                       |
| Sprungkissen             | Hüpfkissen      |                   | 2005      | 2012       | Arena der Greifvogel-Flugshow |
| Bumper Boote             | Bumper Boote    |                   | 1991      | 2008       | Burg Fellbach                 |
| Schneewittchen-Karussell | Kettenkarussell |                   | 1991      | 2000       |                               |
| Zwergerlkarussell        | Karussell       |                   | 1992      | 1999       | Barockkirche                  |
| Frau Holle               | Riesenrad       |                   | 1992      | 1999       | Barockkirche                  |
| Kinderkarussell          | Karussell       |                   | 1992      |            |                               |

### Tiere
- Afrikanische Zwergziege
- Alpengämse
- Alpensteinbock
- Berberaffe
- Eurasischer Luchs
- Europäischer Damhirsch
- Kamerunschaf
- Minishetlandpony
- Rotnackenwallaby
- Rothirsch
- Sikahirsch
- Zwergesel

## Galerie

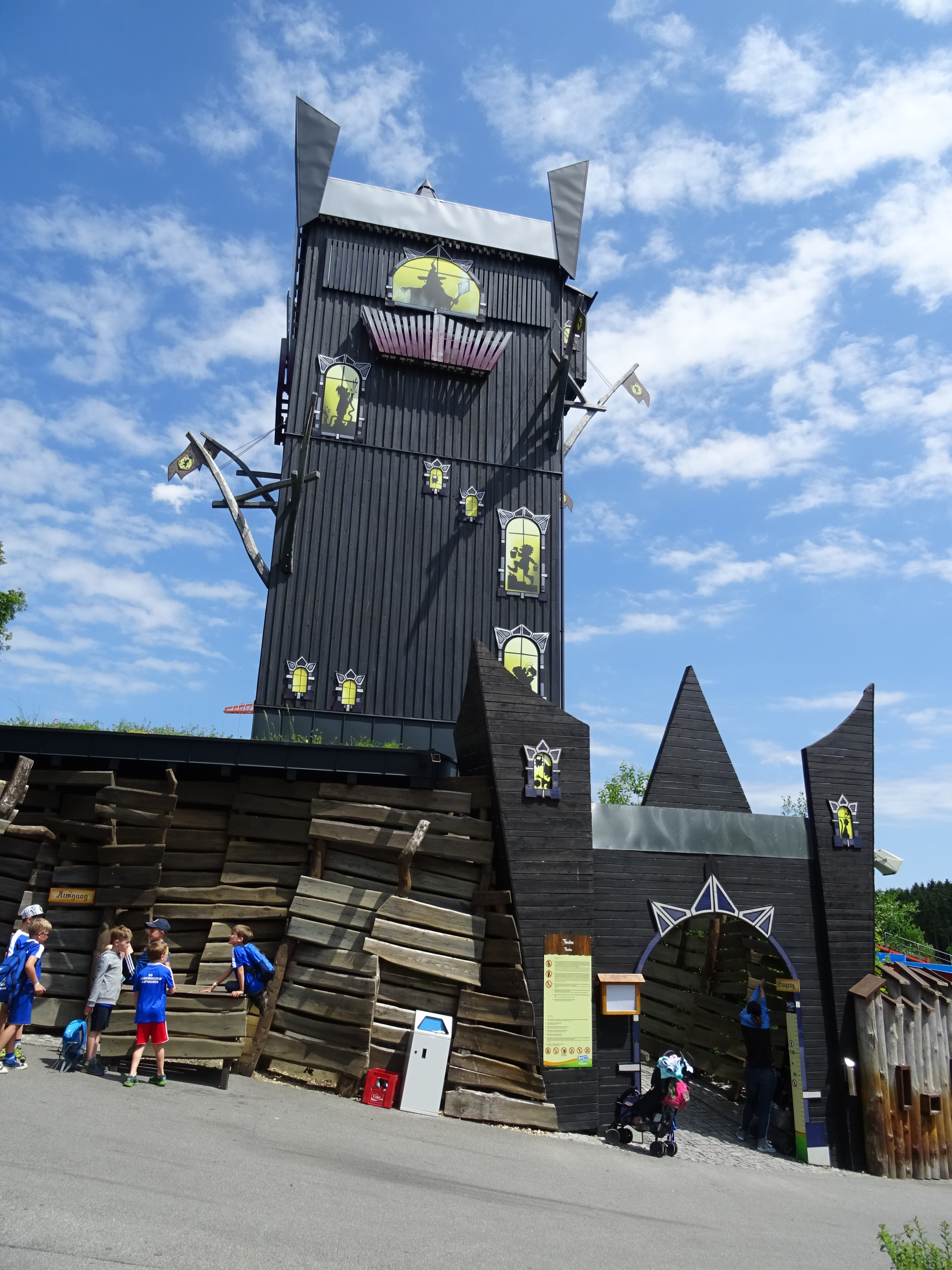
Thaolon
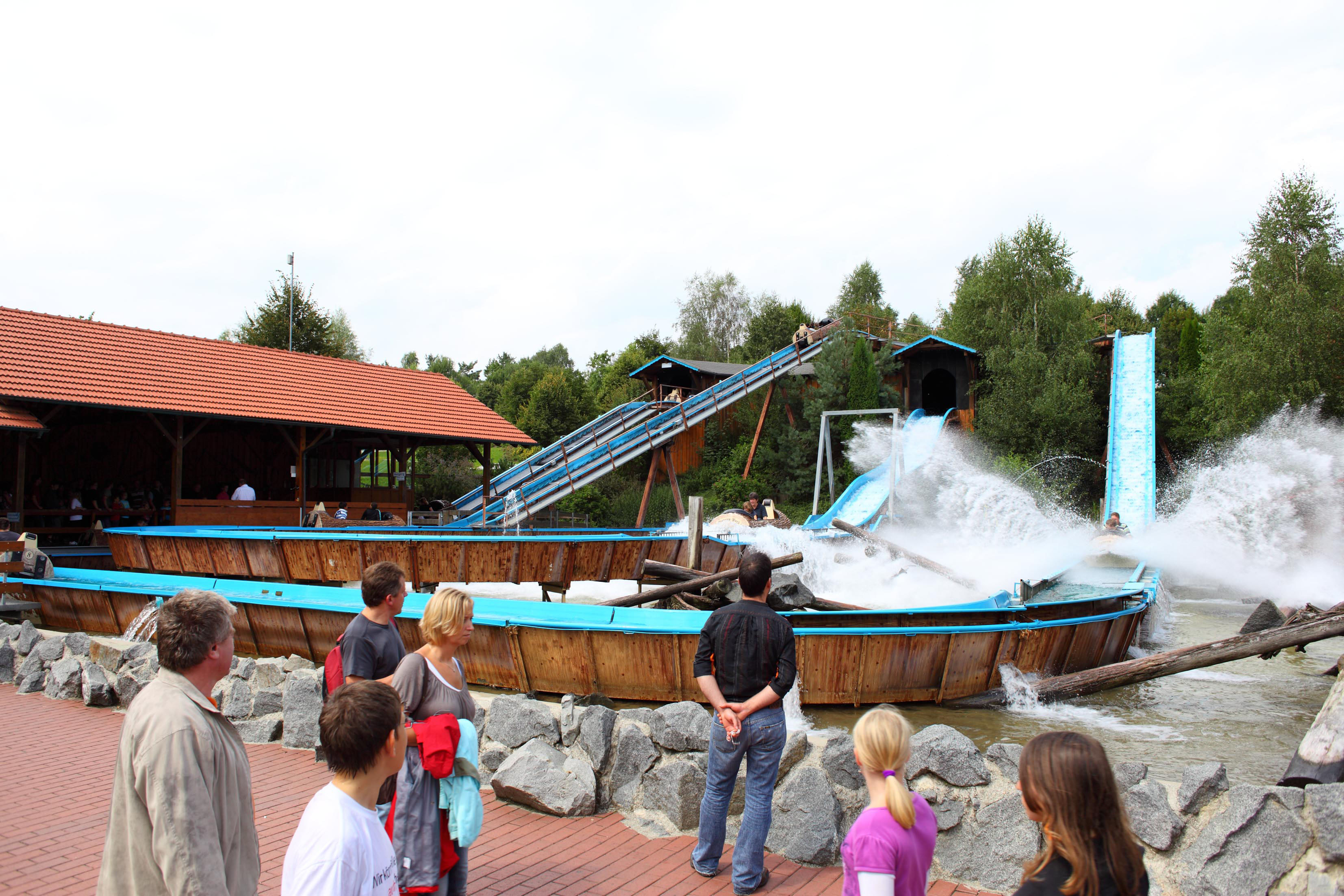
Wildwasserbahn
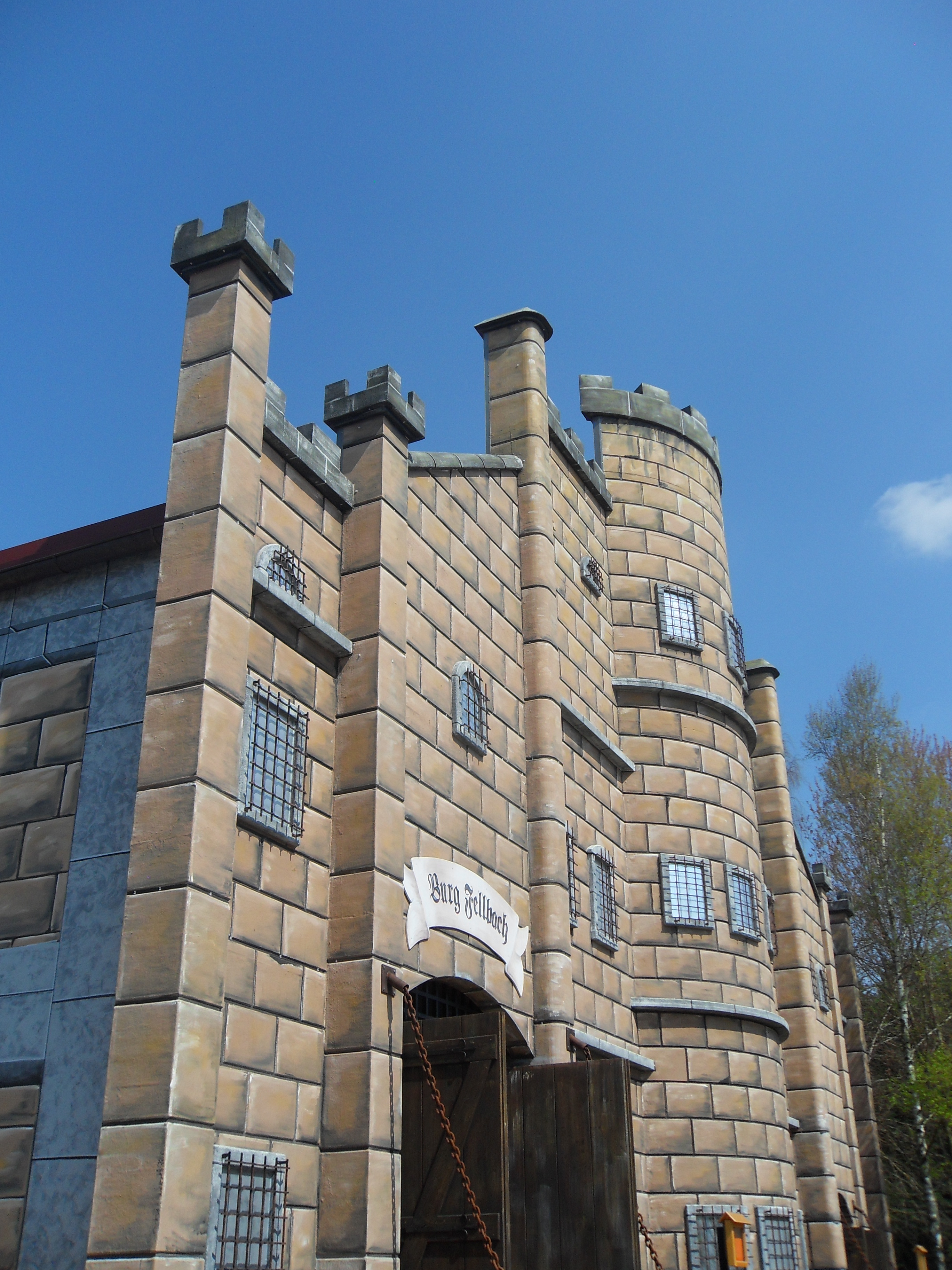
Burg Fellbach
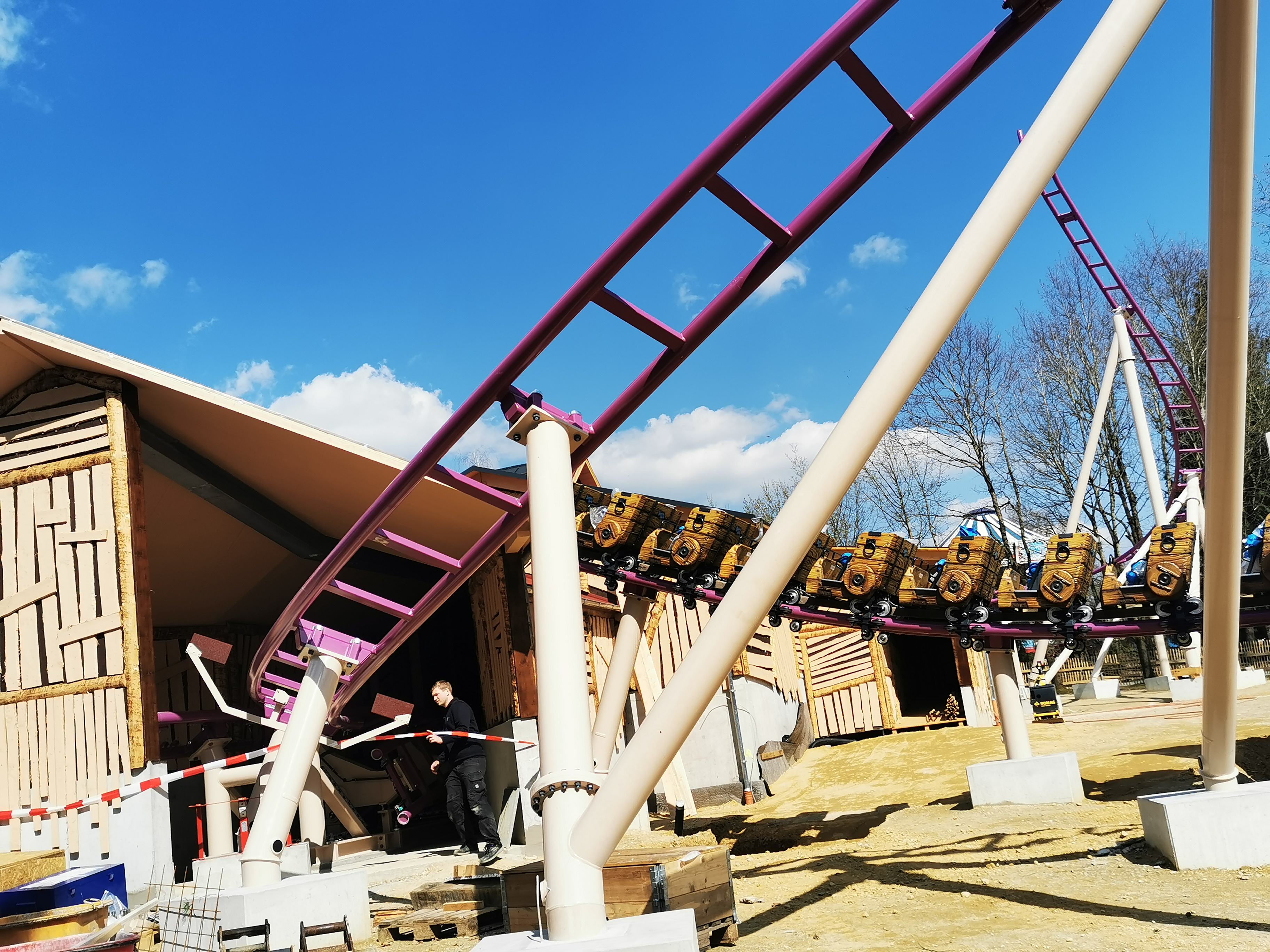
FirleFranz
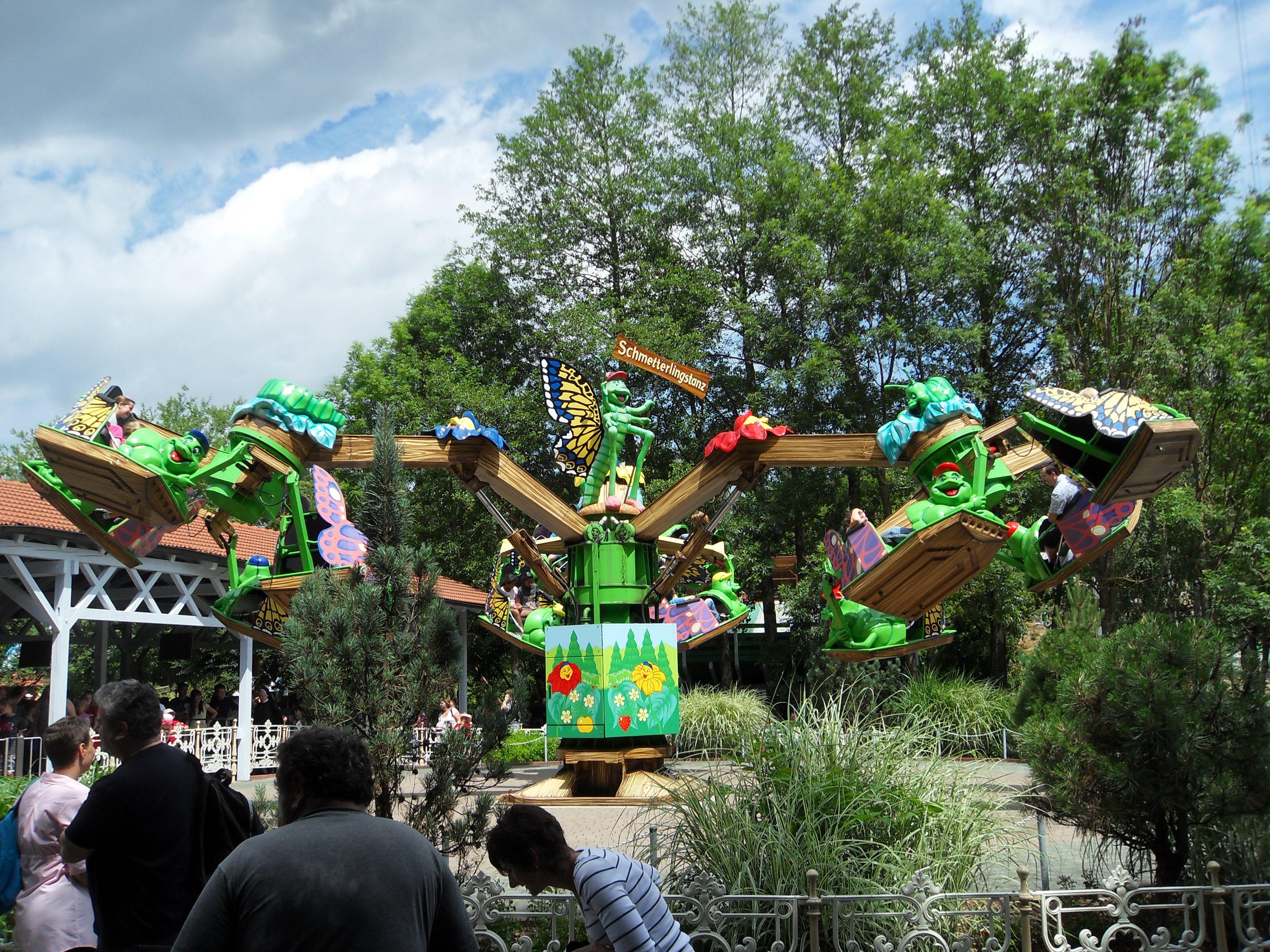
Schmetterlingstanz
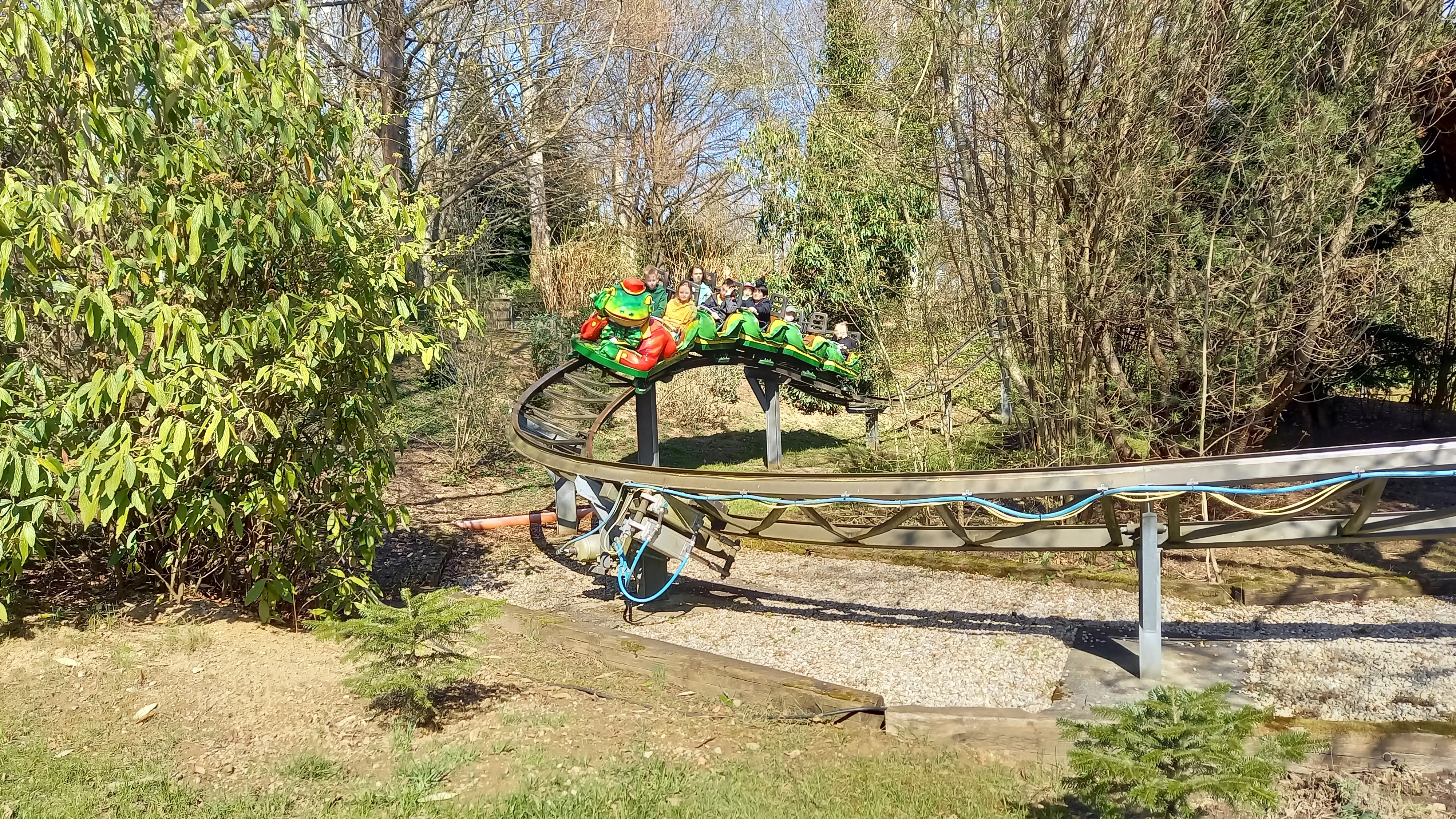
Froschbahn
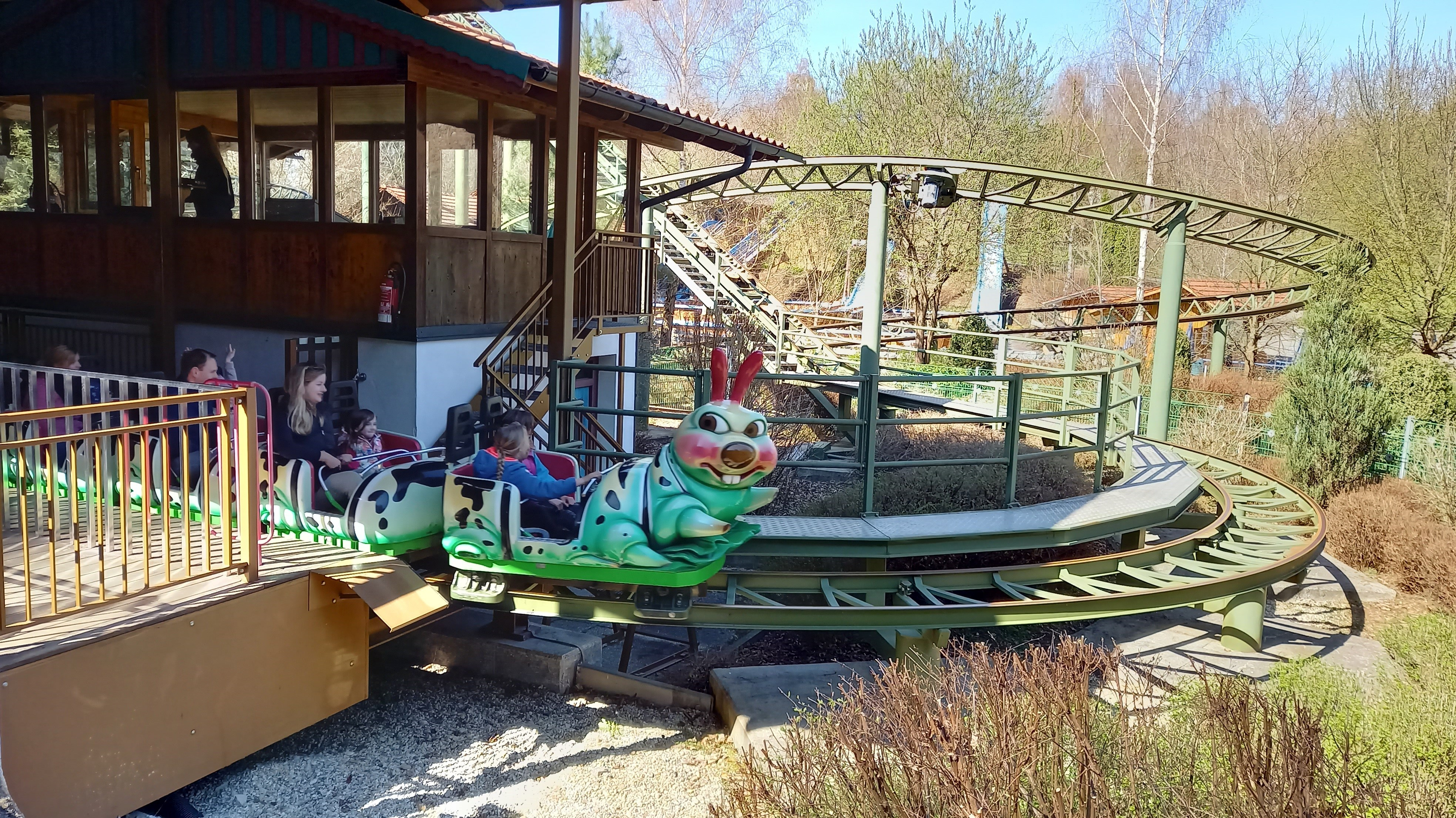
Raupenachterbahn
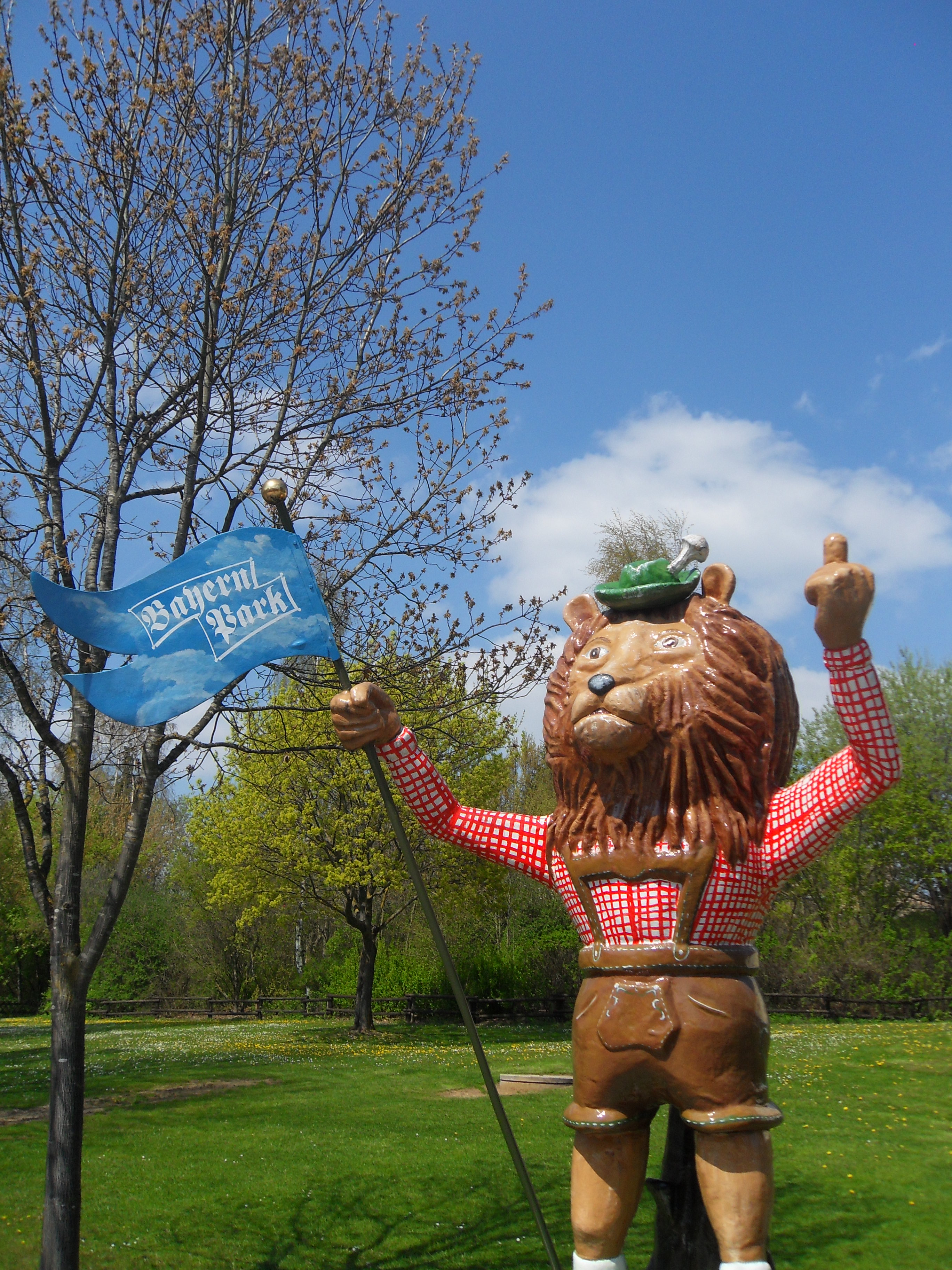
Bayern-Park-Löwe Franz-Xaver
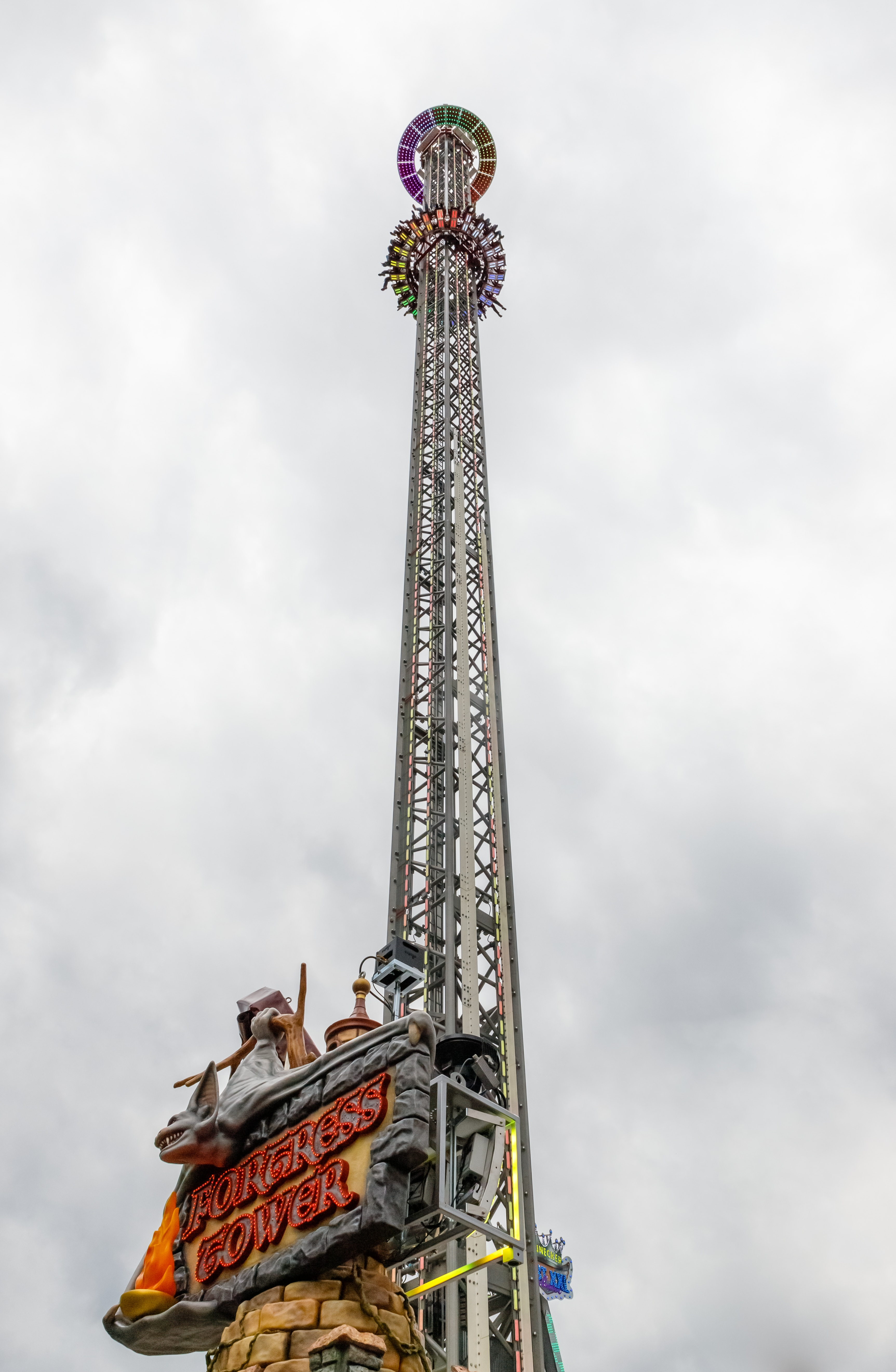
Voltrum
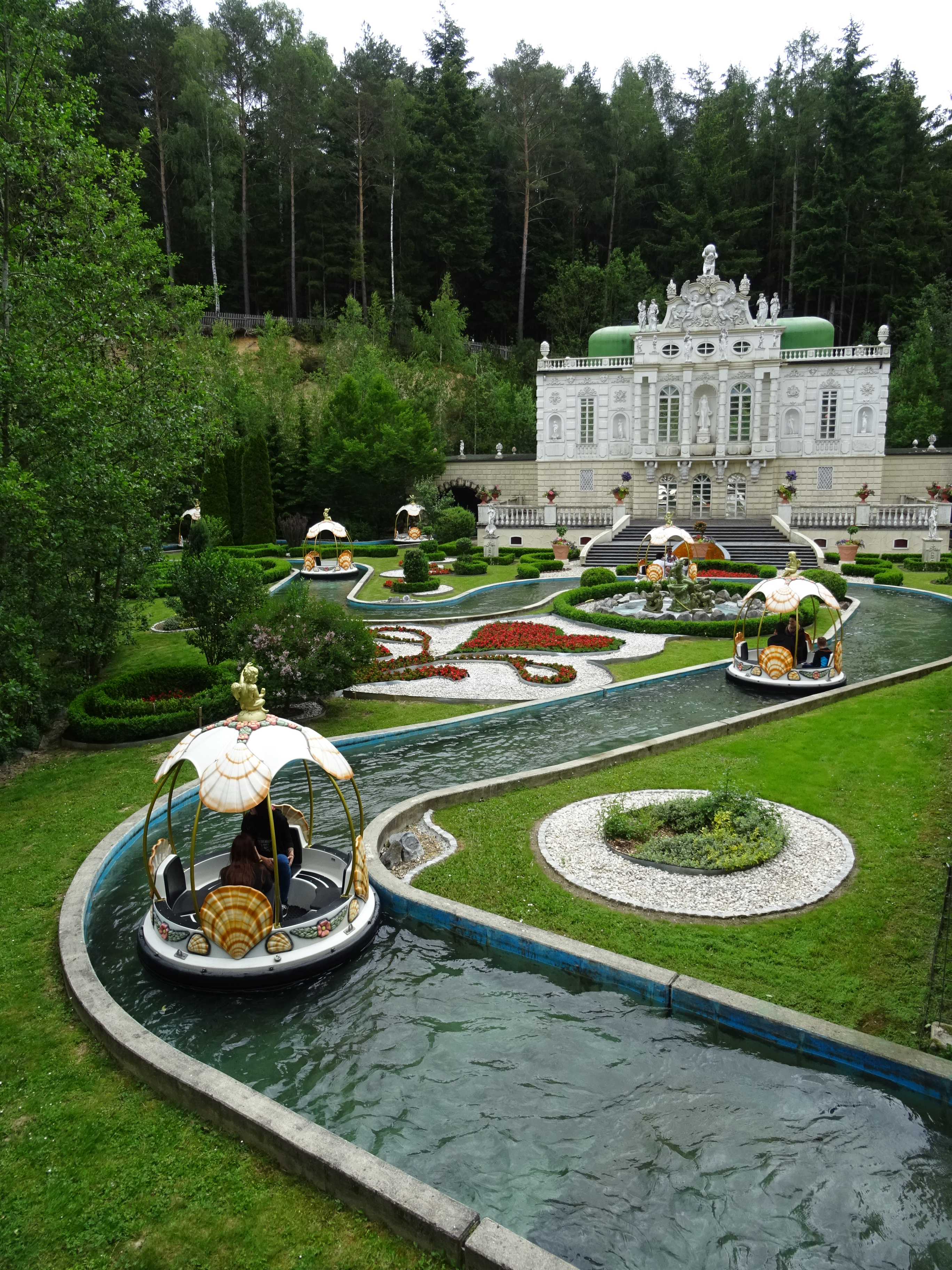
Rundbootfahrt durch Schlossgarten
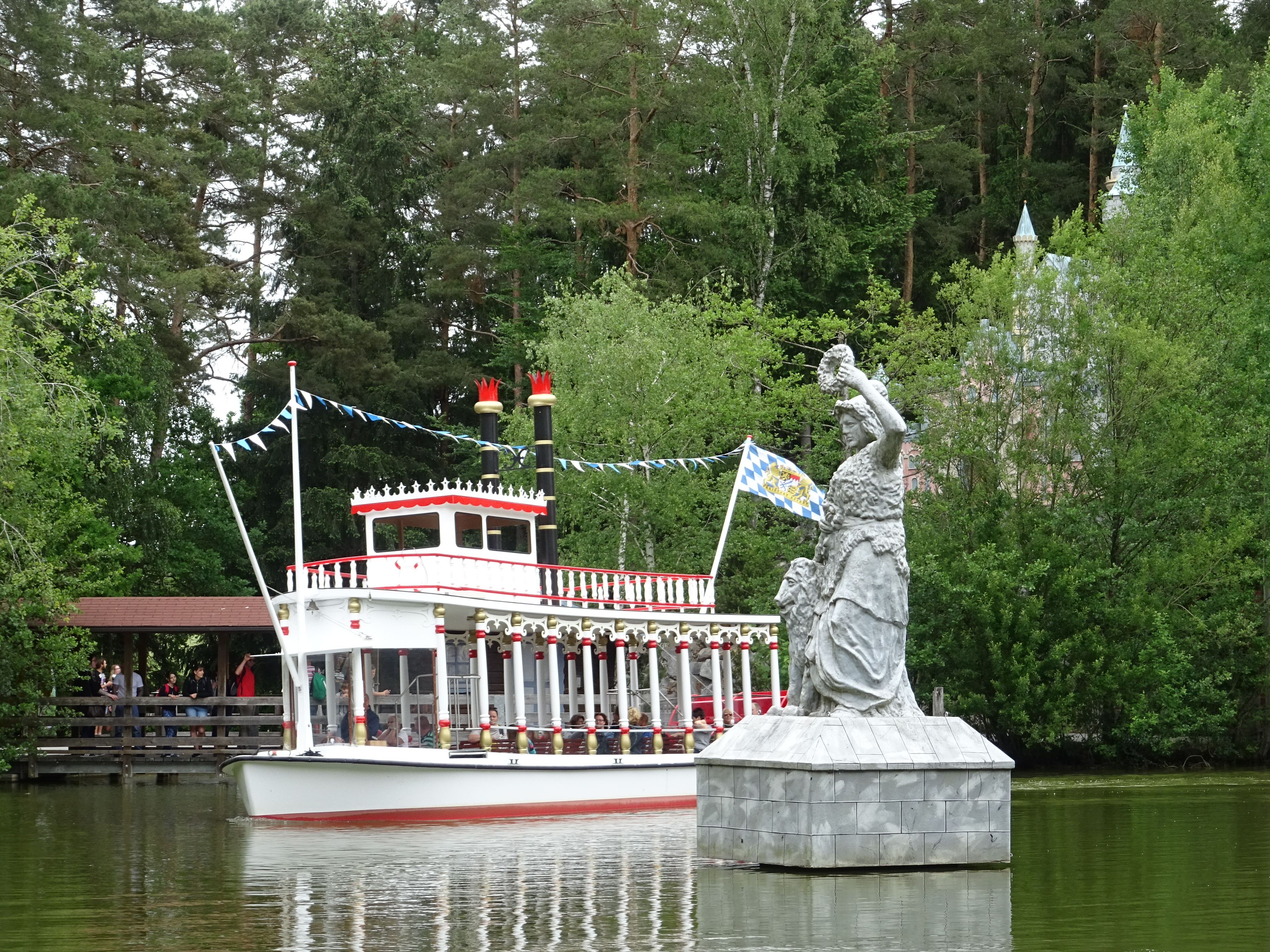
Raddampferfahrt
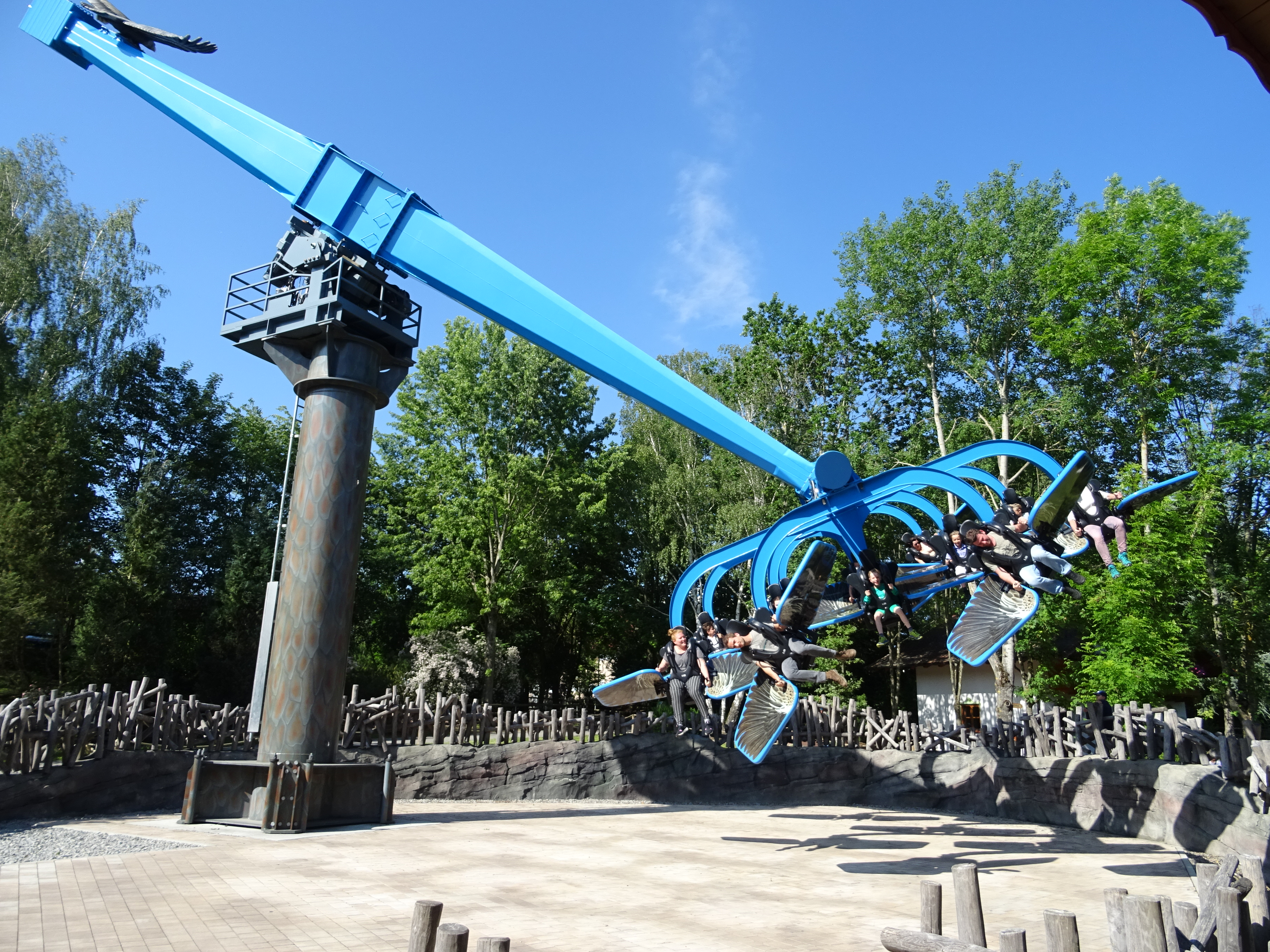
Duell Der Adler
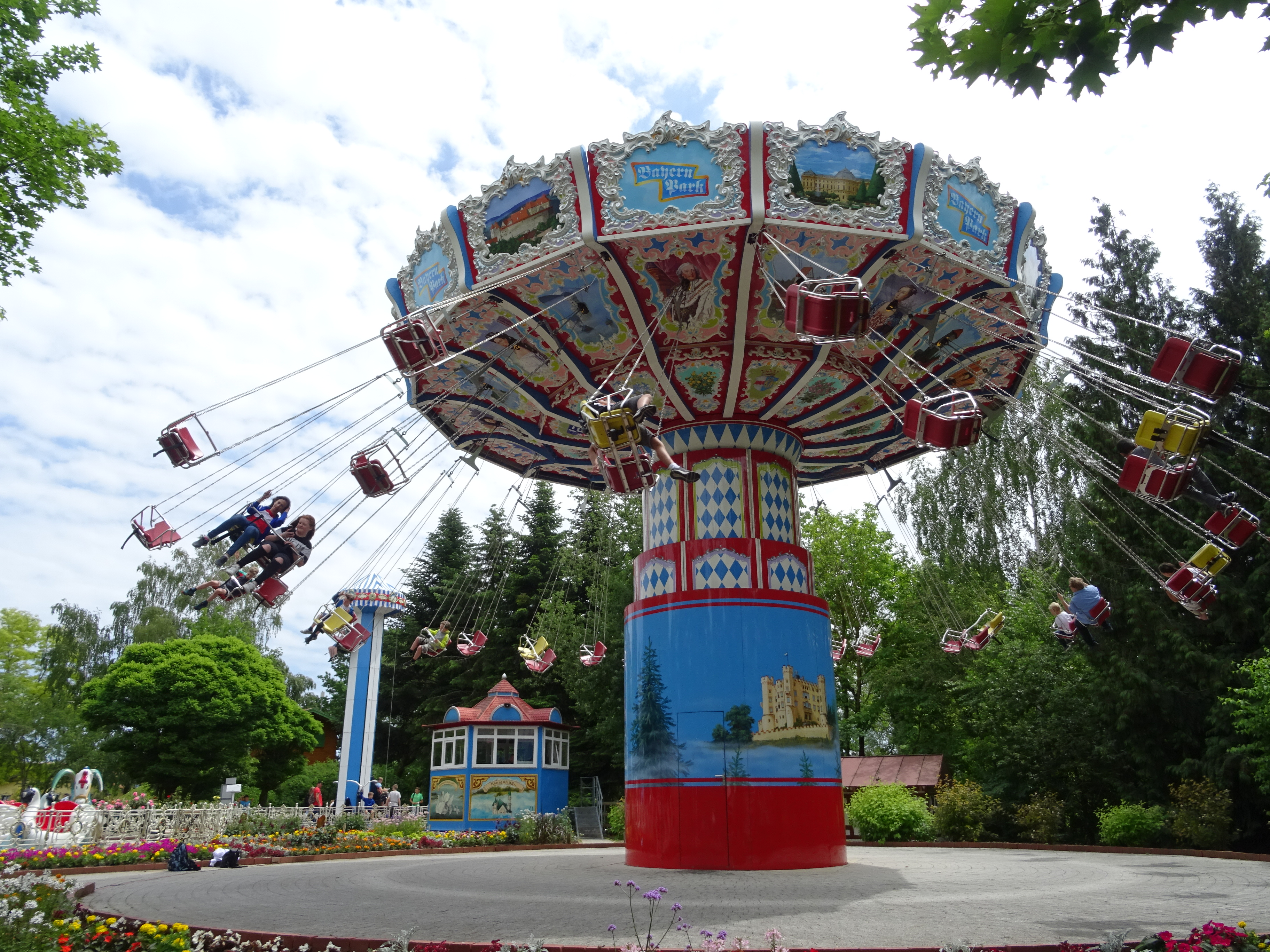
Königsflug
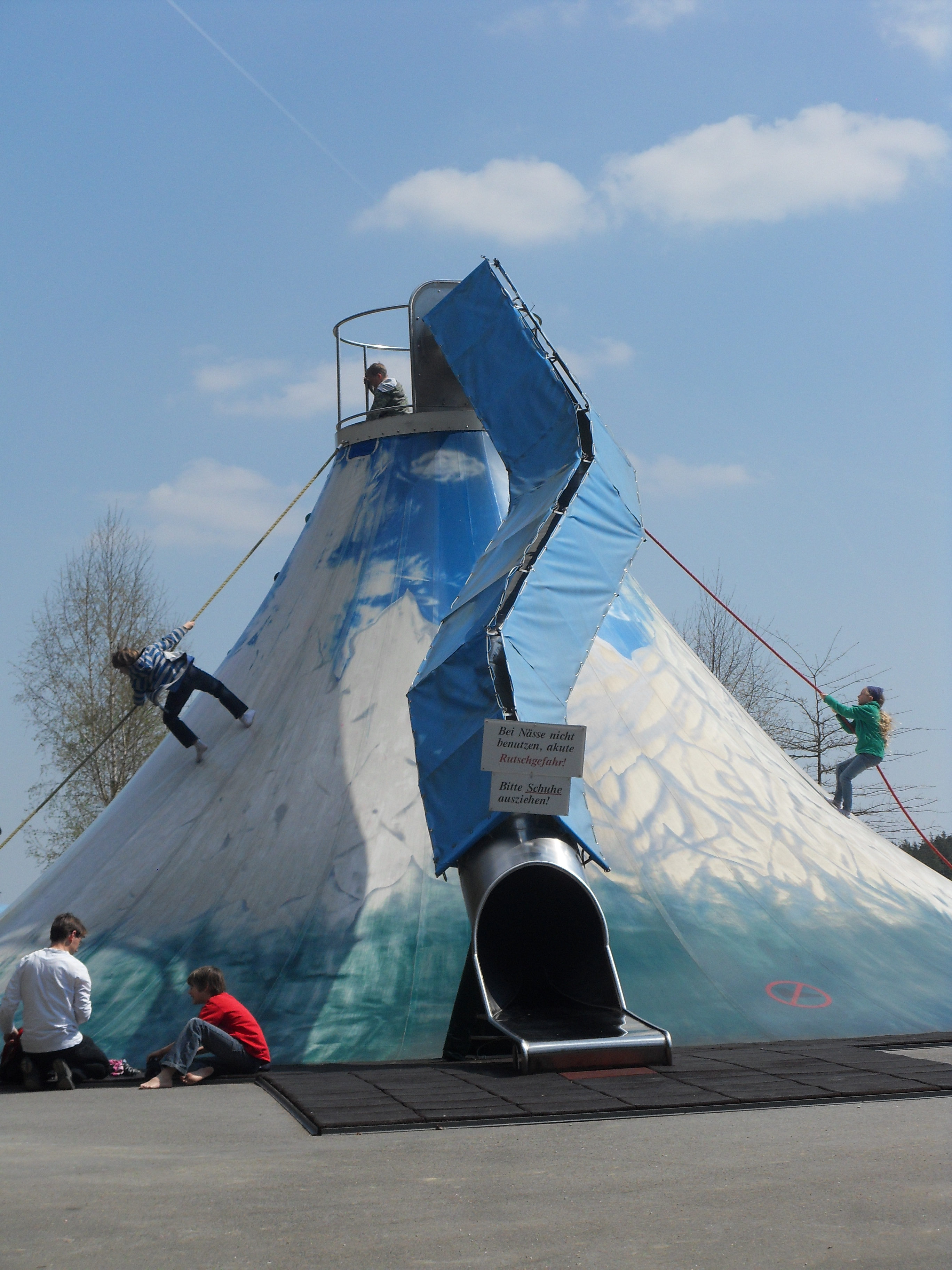
Kletterberg